# 波特兰轻轨

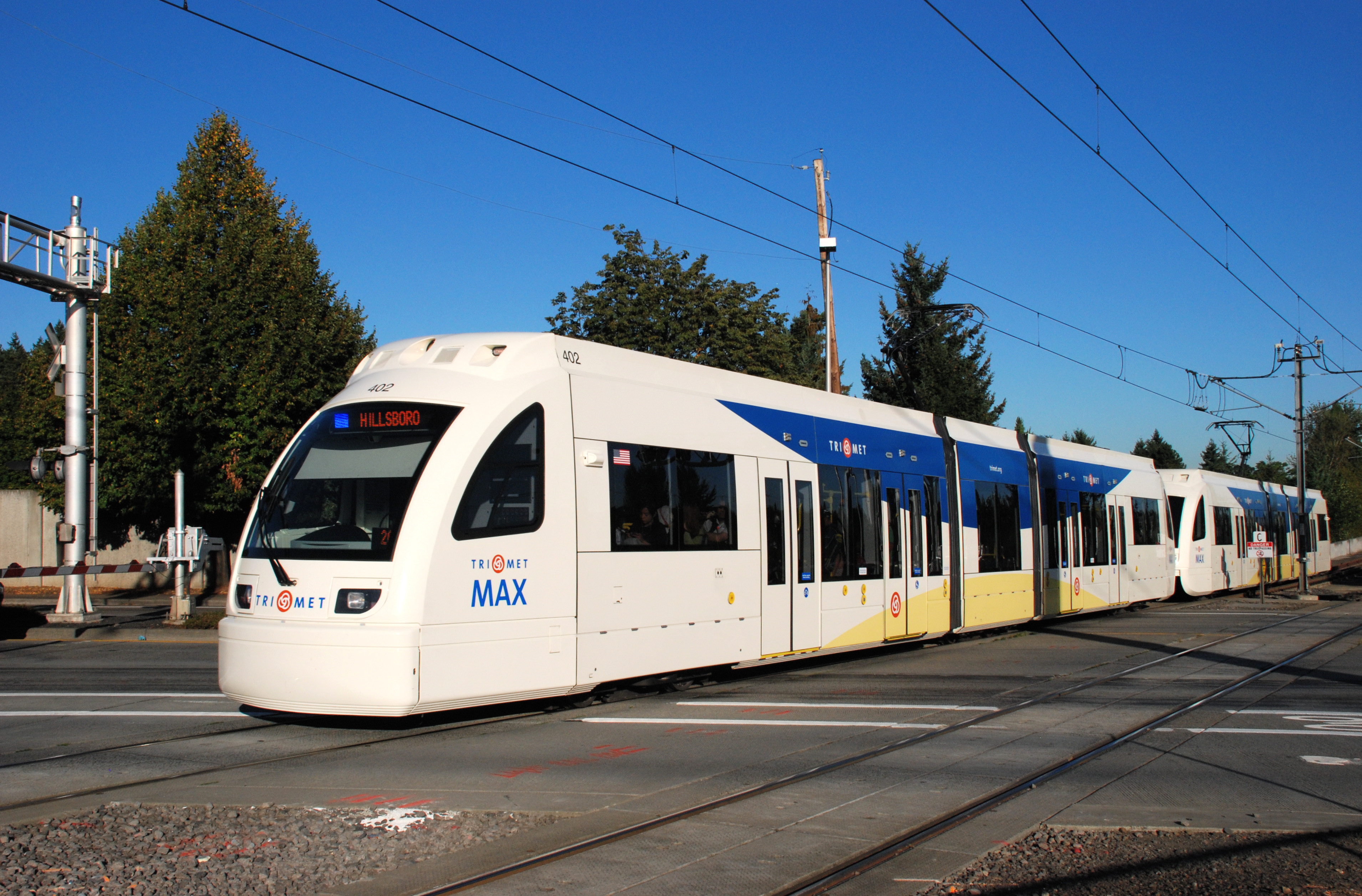
轻轨列车

波特兰轻轨（英語：MAX Light Rail），全称都会区快速交通（Metropolitan Area Express），是美国俄勒冈州波特兰地区由俄勒冈州三县都会区交通局（Tri-County Metropolitan Transportation District of Oregon，简称 TriMet）运营的一个轻轨系统。该系统有五条线路，97个车站，总长59.7英里（96.1）。在2015财政年度中， 波特兰轻轨的平均工作日客流量为11.68万人。

## 线路
该系统有五条线路，分别是蓝线、红线、绿线、黄线和橙线。市区部分共线，可以在市区跟波特兰有轨电车换乘。

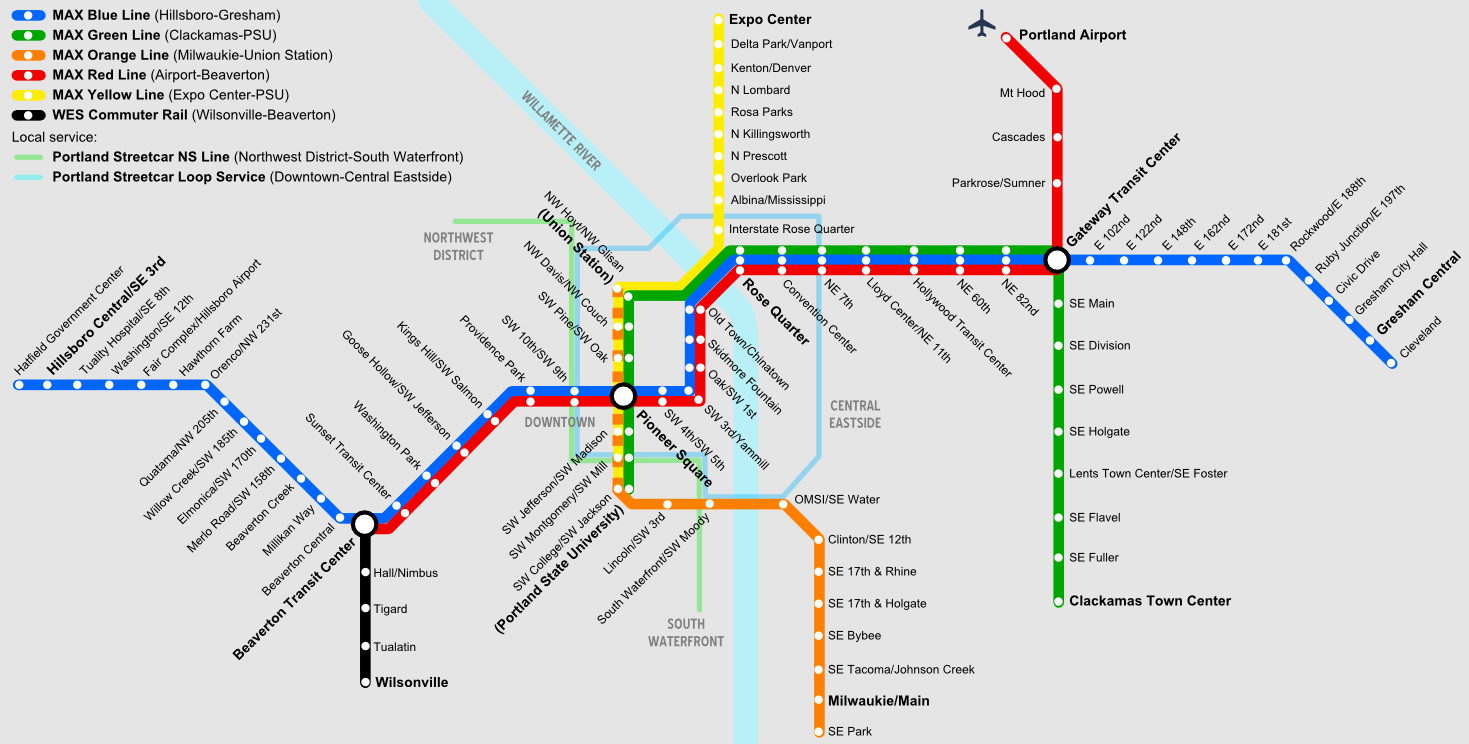
波特兰轻轨网络图（包含WES通勤铁路和有轨电车线路）